# Rhaphuma encausta
Rhaphuma encausta là một loài bọ cánh cứng trong họ Cerambycidae.